# Балдан-Формиго (Венеција)
Балдан-Формиго (итал. Baldan-Formigo) је насеље у Италији у округу Венеција, региону Венето.
Према процени из 2011. у насељу је живело 485 становника. Насеље се налази на надморској висини од 2 м.